# Cumbia Ninja
Cumbia Ninja  es una serie de televisión colombiana de drama, misterio y ciencia ficción producida por Fox Telecolombia para Fox. Está creada por Andrés Gelós y basada libremente en la Cultura Azteca, Esta protagonizada por  Ricardo Abarca y Brenda Asnicar, seguidos por Ruddy Rodríguez, Rubén Zamora, Nicolás Rincón, Christian Meier, Julio Nava, Albi De Abreu, Víctor Jiménez y Natalia Reyes.
Se estrenó el 5 de septiembre de 2013 y concluyó el 17 de diciembre de 2015.
El 29 de agosto de 2013, Fox confirmó que daría luz verde a una temporada completa de la serie de 13 episodios. Durante su primera temporada, la serie obtuvo comentarios generalmente favorables por parte de la prensa y el público, razón por la que fue renovada para dos temporadas más. La segunda temporada se estrenó el 2 de octubre de 2014 y finalizó el 30 de abril de 2015.
El 29 de octubre de 2015, se estrenó la tercera temporada de la serie.

## Argumento
La serie relata la historia de Juana Carbajal y Sebastián "Hache" Acuña, dos jóvenes con vidas completamente distintas en muchos sentidos, el destino se encargará de unirlos a ambos, después de vivir momentos trágicos en sus vidas como la pérdida de seres importantes para ambos, son elegidos por Sungaku, un antiguo Dios de la Civilización Mesoaméricana y de la Cultura Azteca, para proteger el importante legado y secretos sobre su cultura, y descubrir el verdadero significado de la vida, en donde ambos deberán enfrentar y superar varios tipos de problemas. 

### Primera temporada
Juana Carbajal (Brenda Asnicar) es una adolescente rica e hija del importante empresario Víctor Carbajal (Juan Pablo Gamboa). Es una chica que ha llevado una vida de dinero y sin necesidades, incluyendo una mamá sobreprotectora y dos hermanos menores. Pero cuando su familia es asesinada por sicarios de su propio tío, León Carbajal (Rubén Zamora), deberá vivir con su nana Elba Páez (Helena Mallarino), la única sobreviviente de la masacre, cambiando su nombre a Nieves y su imagen por completo, para parecer una adolescente de calle. Sebastián "Hache" Acuña (Ricardo Abarca) es un joven con el sueño de ser cantante que vive en La Colina, un barrio humilde y problemático. Hache es descubierto por Willy Vega (Christian Meier), un famoso mánager, durante el concierto de la banda "Los Pin-Pirañas" y decide volverlo el gran líder de una nueva banda llamada "Cumbia Ninja", que reemplazaría a la banda al tener estos un grave accidente. Los integrantes de la banda son Chopín, tecladista; Bitbox, bajista; Karate, guitarrista; y Tumba, baterista; siendo Hache el vocalista. Durante el primer concierto de la banda, ocurrió el asesinato de la familia Carbajal y Chico, hermano de Hache y líder de la pandilla "El Cruce", por lo que Hache deberá asumir el rol de líder de la pandilla, pero este a su vez está en su misión de liderar su nueva banda musical y se le dificulta un poco. Su primera canción en honor a su hermano chico, hizo que despertará, Sungaku, un antiguo Dios, luego de mil años de permanecer dormido bajo la antigua casa china de La Colina, en donde los caminos de Juana y Hache se unen, naciendo entre ellos lo que será un gran amor. Nieves se infiltra en la casa de León Carbajal, para encontrar pruebas en su contra sobre asesinato de su familia y Hache, por su parte, rivaliza con el líder de la pandilla enemiga, Salmón, de quién sospecha que tiene algo que ver con la muerte de su hermano.
Nieves es descubierta por Ítalo (Albi De Abreu), un hombre de confianza de León, quién se enamora de ella. Ítalo, al descubrir la relación que existe entre Nieves y Hache, decide obtener a Nieves a toda costa, significando así la muerte de varias personas por su parte. Salmón, su novia Talita y su compañero Jhon Alex, descubren el secreto debajo de la antigua casa china de Xiang Wu (Víctor Jiménez), el maestro, guía y mentor de los "Cumbia Ninja" y cuidador de Sungaku. Después de varios sucesos, Nieves decide dejar a Hache para irse con Ítalo, quien la convence de ir al decirle que tiene moribunda y encerrada a su mejor amiga, Úrsula (Estefanía Godoy), dejando a Hache con el corazón roto. El maestro Wu finalmente hace que los "Cumbia Ninja" conozcan a Sungaku, diciéndole que se avecinan problemas y que ellos deberán proteger al dragón con sus vidas, pues es un secreto que no tiene que caer en oídos equivocados.

### Segunda temporada
León Carbajal, el villano de la historia, buscará junto con Ítalo el secreto del Dorado para volverse más rico y a su vez vengarse de La Colina. Juana, por salvar a su mejor amiga Úrsula de las garras de Ítalo, tendrá que revelar su verdadera identidad y a la vez fingir que perdió la memoria. Esto provoca que Hache comience a dudar de Juana y se cuestione si fue cierto lo que vivieron. Juana tiene que vivir con su tío León pero aún sigue buscando pruebas que lo incriminen como el asesino de su familia, que también servirán más adelante para obtener respuestas sobre la muerte de Chico. Los chicos de "Cumbia Ninja" tendrán un nuevo mánager, Félix Villalba (Miguel Rodarte), quien reemplazará a Willy por este irse con Úrsula lejos de Ítalo. Pero Félix tiene una doble personalidad y un secreto oscuro que solo trata de hundir a la banda. Sungaku les enseña a los Cumbia Ninja los "Cinco Golpes Imposibles", los cuales tendrán que usar contra el enemigo. Juana enfrentará una lucha entre la sed de venganza y su corazón. Hache liderará "El Cruce" más que nunca y finalmente acabará con "La 2200" de una vez por todas, principalmente con Salmón y se enterará que Juana nunca perdió la memoria y que él siempre ha permanecido en su mente y que lo ama. También se entera de la relación entre la muerte de Chico y de la familia de Juana, principalmente con su padre, Víctor Carbajal. Jhon Alex (Juan Diego Sánchez) morirá traicionado por Talita, quien se autoproclama como la dueña de "La Colina", pero Carmenza, segada por la furia y el sufrimiento de saber que Talita mató a su hijo Chico, le pondrá fin a la líder de "La 2200". Los pandilleros restantes de las bandas "Domix" y "2200", harán un trato de paz y se unirán a "El Cruce", y ayudarán a Hache a dar su batalla final contra Ítalo, quien tiene secuestrada a Juana. Durante el día del programa "Batalla de las Bandas", los Cumbia Ninja quedan descalificados al toparse con un problema mayor: León encuentra la pirámide, pero cae en la emboscada de Juana y Hache, quienes con Sungaku, lograrán que León reciba su merecido castigo, mientras que los Cumbia Ninja dan un gran recital en "La Cima", con la banda rival, "Globulina". Finalmente, León es arrestado, Juana y Hache se distancian nuevamente, mientras que Félix, comienza a preparar su venganza en contra de Sungaku.

### Tercera temporada
Después de un año de la muerte de Chico, La Colina está en paz. Los Cumbia Ninja vuelven como grandes ídolos de la música, ahora contando con Jéssica (Natalia Reyes) como miembro de la banda luego de que Bitbox se marchara. Hache todavía siente que el barrio, la banda y especialmente Sungaku todavía esperan más de su parte. Pero desde que dejó ir a Juana nada le importa, ni siquiera la música. Hache se siente responsable por todo lo que ha estado pasando. A su vez, Juana tampoco obtuvo la paz que esperaba. Su pasó por La Colina la dejó quebrada por dentro y volver a su vida anterior no le alcanza. Sin amor y sin una venganza que la impulsen a seguir adelante, Juana se pierde en los excesos de rica heredera, poniendo en peligro su vida. Juana se encuentra en una etapa de mucha autodestrucción y en una crisis de identidad, pero finalmente va a encontrar un guía, alguien que la va a ayudar a seguir adelante: Félix, quién le aconsejará seguir con la venganza por la muerte de su familia, haciéndole creer que el culpable de todo no fue León, sino el secreto de Sungaku, León se pudrirá en la cárcel hasta que el poder de Balam lo ayudará a ser respetado allí. Ítalo finalmente despierta, luego de ser ayudado por Félix y buscará vengarse de los Cumbia Ninja. Ahora un poder oculto aparece desde las sombras y ambos llegan a descubrir la verdad de la fuerza misteriosa que provocó hechos trágicos en La Colina y de la familia Carbajal, la fuerza que los convierte en adversarios. Félix entrenará a Juana con el poder del Jaguar para convertirla en su sucesora. A su vez, Xiang Wu entrenará a Hache con el poder del Dragón para la batalla que se aproxima. León tendrá su merecido y será asesinado en la cárcel luego de traicionar a Balam. Se revelará que Félix es en realidad el enemigo ancestral de Sungaku, el Jaguar.
Balam persuade a Juana de acabar con Hache porque el posee el poder del Dragón, durante la pelea final Juana espera morir en manos del Dragón para ser liberada, Hache se rehúsa a hacerle daño a Juana, por ende, Juana se deja caer por el puente donde se encuentran, Hache la sigue y al caer juntos el impacto repercute en todos los personajes, que pierden sus poderes otorgados por el Dragón, el poder del Jaguar y El Dragón sale de sus cuerpos gracias a Balam que sobre ellos pronuncia unas oraciones invocando la batalla que en realidad es una danza entre ambos poderes, Balam intenta poserlos, cuando está a punto de lograrlo, Italo lo apuñala por la espalda y lo asesina, junto con el Leivalos poderes desaparecen, Juana y Hache despiertan después del impacto sin ningún poder, afuera de La Colina los espera la policía que les informa que el caso de la familia Carbajal por fin esta cerrado, la policía se lleva a Italo. Todo termina bien entre Juana y Hache, quienes salen de viaje juntos para encontrar la paz y prepararse para ser el sucesor del Dragón y esparcen las cenizas de Xiang Wu, lo despiden y después emprenden un viaje en donde el viento los lleve.

## Elenco

### Principal
- Ricardo Abarca como Nicolas "Hache" Acuña
- Brenda Asnicar como Juana Carbajal / Nieves Páez
- Nicolás Rincón como Chopín
- Sebastián Rendón como Carlos "Karate" Wu
- Julio Nava como Camilo "Tumba" Páez
- Ignacio Meneses como Bitbox
- Ruddy Rodríguez como Carmenza Acuña
- Víctor Jiménez como Xiang Wu
- Rubén Zamora como León Carbajal +
- Carla Giraldo como Talita +
- Juan Diego Sánchez como John Alex +
- Albi De Abreu como Italo
- Miguel Rodarte como Félix Villalba / Sr. Balam +
- René Figueroa como El Dragón Sungaku (voz)

### Recurrente
- Cristina Umaña como Coqui
- Michell Orozco como Manuela Acuña
- Sergio Borrero como Oscar
- Camilo Wilson como Francisco "Chico" Acuña +
- Manuel Sarmiento como "Salmón" +
- Natalia Reyes como Jessica
- Juan Manuel Mendoza como Fiscal Martín Mondino
- Marcela Vargas como Alejandra
- Laura Ramos como Jefa Jaime
- Juan Domingo Pradas como Pocho
- Juan Pablo Gamboa como Víctor Carbajal +
- Juan Calderón como Rubens
- Miguel Godoy como Bracka
- Sasha Díaz como 22
- Mariana Giménez como Policía
- Ricardo Gómez como Reyes
- Juan Domingo Sánchez como Secretario Vélez
- Magdalena Tailarico como Pandillera de la 2200
- Kristina Lilley como Aurelia
- María Sinestela como Teniente Espina +
- Jorge Monterrosa como "Peras"
- Christian Meier como Willy Vega
- Estefanía Godoy como Úrsula
- Helena Mallarino como Elba Páez +
- María Elena Döehring como Luisa de carbajal +
- Santiago Serrano como Apolo
- Dann Visbal como Rigo
- Alex Monsa como Inéz
- Cesar Mora como Balza +
- Julián Orrego como Emilio
- Ariel Hernández como Gordo
- Rafaél Uribe como García Cano
- Luis Alejandro Buitrago como Bosco / Gullo
- Salvador del Solar como Fiscal Bravo

## Episodios
| Temporada | Temporada | Episodios | Emisión original        | Emisión original        |
| Temporada | Temporada | Episodios | Inicio                  | Final                   |
| --------- | --------- | --------- | ----------------------- | ----------------------- |
|           | 1         | 13        | 5 de septiembre de 2013 | 28 de noviembre de 2013 |
|           | 2         | 16        | 2 de octubre de 2014    | 23 de abril de 2015     |
|           | 3         | 16        | 29 de octubre de 2015   | 17 de diciembre de 2015 |

## Audiencia
La serie marcó récords de audiencia en Latinoamérica, España, Italia y Estonia. Durante su estreno, se posicionó como el canal líder de TV paga en Argentina, Chile, México, Perú y Colombia.
Durante la emisión del primer episodio de la serie, Fox lideró la TV Paga en Argentina con 6.56 puntos superando a su competidor más cercano en un 36%, en Chile con 4.00 puntos superando a su competidor más cercano en un 72%, en México con 3.54 puntos superando a su competidor más cercano en un 258%, en Perú con 2.20 puntos superando a su competidor más cercano en un 44% todos en la demografía 12-17 HM y en Colombia con 1.14 puntos, 18-49 HM superando a su competidor más cercano en un 75%.

## Emisión
La primera temporada de la serie se estrenó en Latinoamérica el 5 de septiembre de 2013 y finalizó el 8 de noviembre de 2013 con 13 episodios emitidos. La segunda temporada se estrenó el 2 de octubre de 2014 y el 19 de marzo de 2015. 
El 3 de diciembre de 2014, Fox confirmó que la serie había sido renovada para una tercera temporada y el rodaje comenzó entre diciembre y enero de 2015 en Honduras y Argentina. El 8 de enero de 2015, comenzó la grabación del tercer disco con ayuda de Master Chris.

## Producción

### Música

#### Cumbia Ninja
El primer álbum de la serie fue lanzado el 15 de octubre de 2013 con 17 temas de la serie compuesto por Andrés Gelós, bajo la producción musical de Master Chris. El tema principal de la serie, «Ojos en la espalda», logró un gran éxito en Latinoamérica. La mayor parte de los temas de la banda sonora son interpretados por Ricardo Abarca y Brenda Asnícar.
| N.º | Tema                                            | Intérprete(s)                   |
| --- | ----------------------------------------------- | ------------------------------- |
| 1   | «Ojos en la espalda»                            | Ricardo Abarca                  |
| 2   | «Ceviche»                                       | Ricardo Abarca                  |
| 3   | «Somos niebla»                                  | Ricardo Abarca                  |
| 4   | «Luz de sombra»                                 | Ricardo Abarca                  |
| 5   | «De que lado de la pecera estas»                | Nicolás Rincón y Ricardo Abarca |
| 6   | «Aire caliente»                                 | Ricardo Abarca                  |
| 7   | «Pesado como pluma»                             | Ricardo Abarca                  |
| 8   | «Jaulita de oro»                                | Ricardo Abarca                  |
| 9   | «Lo mejor de lo peor»                           | Ricardo Abarca                  |
| 10  | «El horóscopo dice»                             | Ricardo Abarca                  |
| 11  | «Ni modo»                                       | Ricardo Abarca                  |
| 12  | «Pateando culos»                                | Ricardo Abarca                  |
| 13  | «Idea fija»                                     | Ricardo Abarca                  |
| 14  | «Caníbal»                                       | Ricardo Abarca                  |
| 15  | «Ojos en la espalda (versión Ricardo y Brenda)» | Ricardo Abarca y Brenda Asnícar |
| 16  | «Ceviche (Versión Ricardo y Brenda)»            | Ricardo Abarca y Brenda Asnícar |
| 17  | «El horóscopo dice (Versión Ricardo y Brenda)»  | Ricardo Abarca y Brenda Asnícar |

#### Cumbia Ninja: Subiré al infierno
El segundo álbum fue lanzado el 23 de septiembre de 2014 con 20 temas de la serie, entre ellos una nueva versión del tema «Jaulita de Oro» presentado en el primer álbum, la participación de Nicolás Rincón y del bajista de la banda Dominic, Santiago Serrano, quienes son parte del elenco de la serie y una colaboración del grupo estadounidense Ha*Ash en el primer sencillo, «Subiré al infierno».
| N.º | Tema                                        | Intérprete (s)                          |
| --- | ------------------------------------------- | --------------------------------------- |
| 1   | «Subiré al infierno»                        | Ricardo Abarca y Brenda Asnícar         |
| 2   | «Soy tu dueño (No temas más)»               | Ricardo Abarca y Brenda Asnícar         |
| 3   | «Persiguiendo fantasmas»                    | Ricardo Abarca                          |
| 4   | «Muñeca»                                    | Ricardo Abarca                          |
| 5   | «Bling Bling»                               | Ricardo Abarca                          |
| 6   | «Grita el silencio»                         | Santiago Serrano                        |
| 7   | «Jaulita de oro» (Versión Ricardo y Brenda) | Ricardo Abarca y Brenda Asnícar         |
| 8   | «Que el viento me lleve»                    | Ricardo Abarca y Brenda Asnícar         |
| 9   | «Inevitable»                                | Brenda Asnícar                          |
| 10  | «La tercera es la perdida»                  | Nicolás Rincón y Ricardo Abarca         |
| 11  | «Flor seca en tu cuaderno»                  | Ricardo Abarca y Brenda Asnícar         |
| 12  | «Como dedos en un puño»                     | Ricardo Abarca                          |
| 13  | «Meteorito»                                 | Ricardo Abarca                          |
| 14  | «Me ahorraste la molestia»                  | Cristina Umaña                          |
| 15  | «Subtitulalo»                               | Ricardo Abarca y Brenda Asnícar         |
| 16  | «El lado que corta»                         | Ricardo Abarca                          |
| 17  | «Incandescente»                             | Ricardo Abarca y Brenda Asnícar         |
| 18  | «Pata de palo»                              | Ricardo Abarca                          |
| 19  | «Fiesta pagana»                             | Julio Nava y Ricardo Abarca             |
| 20  | «Subiré al infierno (Versión con Ha*Ash)»   | Ricardo Abarca, Brenda Asnícar y Ha*Ash |

#### Cumbia Ninja: Fuera de Foco
El tercer álbum fue lanzado el 13 de noviembre de 2015, cuenta nuevamente con participaciones de actores de la serie como Nicolás Rincón, un sencillo titulado «Fuera de foco», una versión acústica del tema «Ojos en la espalda» presentado en el primer álbum y una del tema «Las manos en el fuego».
| N.º | Tema                                       | Intérprete (s)                    |
| --- | ------------------------------------------ | --------------------------------- |
| 1   | «Fuera de foco»                            | Ricardo Abarca y Brenda Asnícar   |
| 2   | «La certeza tiene tu nombre»               | Ricardo Abarca y Nicolás Rincón   |
| 3   | «Huella y linaje»                          | Ricardo Abarca y Brenda Asnícar   |
| 4   | «Las manos en el fuego»                    | Brenda Asnícar                    |
| 5   | «Ni una luz en rojo»                       | Nicolás Rincón y Ricardo Abarca   |
| 6   | «Pasado editado»                           | Ricardo Abarca y Brenda Asnícar   |
| 7   | «Despojos»                                 | Ricardo Abarca                    |
| 8   | «Cae el telón»                             | Ricardo Abarca y Brenda Asnícar   |
| 9   | «Clandestino»                              | Ricardo Abarca y Brenda Asnícar   |
| 10  | «Verdades que mejor no»                    | Ricardo Abarca y Brenda Asnícar   |
| 11  | «Ya es tarde»                              | Ricardo Abarca                    |
| 12  | «Obediente como perrito (Alza tu voz)»     | Sebastián Rendón y Ricardo Abarca |
| 13  | «Ojos en la espalda» (Versión Acústica)    | Ricardo Abarca y Brenda Asnícar   |
| 14  | «Que el mundo se venga abajo»              | Ricardo Abarca y Brenda Asnícar   |
| 15  | «Soltar»                                   | Ricardo Abarca                    |
| 16  | «Efecto mariposa»                          | Ricardo Abarca y Natalia Reyes    |
| 17  | «Cenizas quedan»                           | Nicolás Rincón y Julio Nava       |
| 18  | «Las Manos en el fuego» (Versión Acústica) | Brenda Asnícar                    |